# Kevin Arseneau
Pour les articles homonymes, voir Arseneau.
Kevin Arseneau, né le 25 août 1985 à Robertville, est paysan, militant, conteur et une personnalité politique acadienne. Il représente la circonscription de Kent-Nord à l'Assemblée législative du Nouveau-Brunswick à partir de l'élection générale du 24 septembre 2018. Il est le tout premier député vert francophone élu au Canada. Il est réélu aux élections générales néo-brunswickoises de 2020.
Syndicaliste agricole de l'Union nationale des fermiers au Nouveau-Brunswick et de Via Campesina, il est membre fondateur de la Coopérative Ferme Terre Partagée, une coopérative de travail luttant pour la souveraineté alimentaire et l'agroécologie paysanne en Acadie.
Il a été président de la Société de l'Acadie du Nouveau-Brunswick en 2016-2017 et président de la Fédération des étudiants et étudiantes du centre universitaire de Moncton (FÉÉCUM) en 2013-2014.
En 2018, le quotidien L'Acadie Nouvelle décerne à Kevin Arseneau le titre de personnalité de l'année au Nouveau-Brunswick.

## Biographie

### Famille
Kevin Arseneau naît le 25 août 1985 à Robertville, au Nouveau-Brunswick.
Il est le fils ainé d'André Arseneau, membre de la Gendarmerie Royale du Canada, et de Nancy (Calderone) Arseneau, infirmière et syndicaliste. Il a trois frères cadets.
En raison de l'emploi du père, la famille déménage à plusieurs reprises. D'abord à Revelstoke, en Colombie-Britannique, ensuite à Rockland, en Ontario, où il commence l'école à l'École élémentaire catholique Sainte-Trinité. En 1994, la famille retourne au Nouveau-Brunswick et s'installe à Néguac dans la Péninsule acadienne où il fréquente le Centre scolaire communautaire La Fontaine. Finalement, la famille revient dans la Région Chaleur, à Tetagouche-Nord. Il obtient son diplôme d'études secondaires à l'École secondaire Népisiguit (ESN) à Bathurst en 2003 et un baccalauréat en éducation à l'Université de Moncton en 2015.
Kevin Arseneau habite maintenant à Rogersville et il est marié à Rébeka Frazer-Chiasson. Ils ont deux enfants, Hugo Chiasson-Arseneau, né en 2016, et Aube Chiasson-Arseneau, né en 2019. Ayant eu leurs deux enfants à la maison, le couple milite pour améliorer l'accès aux services de sages-femmes au Nouveau-Brunswick.